# 中五井乡
中五井乡，曾是中华人民共和国山西省长治市平顺县下辖的一个乡镇级行政单位。2021年4月1日，撤销中五井乡，整建制并入青羊镇。

## 行政区划
中五井乡下辖以下地区：
后留村、留村、西赛村、下午井村、排行村、后排行村、中五井村、北头村、上午井村、后南头村、天脚村、小赛村、龙峪沟村、后庄村和二龙洼村。